# شادي زيدان
شادي زيدان (1 يناير 1974 - 24 فبراير 2023)، ممثل سوري. شقيق كل من الممثلين أيمن زيدان، ووائل زيدان.

## حياته
نشأ في أسرة محافظة؛ جدُّه الشيخ شكري زيدان مختار بلدة الرحيبة، أما والده غالب زيدان فكان يعمل شرطيًا. وهو شقيق الممثلَين أيمن زيدان ووائل زيدان. تميز في دوره في مسلسل بيت جدي الجزء الثاني مع سامر المصري وبسام كوسا وطلحت حمدي، وغيرهم من نجوم الدراما السورية، وشارك في مسلسل أنشودة المطر من إخراج باسل الخطيب ومسلسلات أخرى.
تزوج سوزانا الفرا، ورُزق منها بابنه الوحيد «عزمي».

## أعماله

### في السينما
- صورة (2002)
- الزائرة (2012)
- موكب الإباء (2005) بدور "مصعب - الجندي وقاد"

### في التلفزيون
- أيام الغضب (1996)
- عيلة ست نجوم (1996) بدور "محروس"
- عيلة 7 نجوم (1997) بدور "عفيف"
- محاولات 1998 بدور "حسين "
- طيبون جدا (1998)
- الفندق (1998) (شخصيات متعددة)
- إخوة التراب 2 (1998)
- نساء صغيرات (1999)
- جواد الليل (1999)
- فوازير مشاهير (1999)
- ليل المسافرين (2000)
- البحث عن هوية (2000) بدور جهاد
- ألو جميل ألو هناء (2001) بدور "فهيم"
- هولاكو (2002) بدور "كيتا"
- حنين (2002) بدور "عماد"
- زمان الصمت (2003)
- أنشودة المطر (2003)
- طيور الشوك (2004)
- نوادر و حكايا (2005)
- حسيبة (2006)
- الواهمون (2006)
- الوزير وسعادة حرمه (2006)
- رجل الانقلابات (2007)
- الخط الأحمر (2008) بدور "أشرف"
- من غير ليه (2008)
- رصيف الذاكرة (2008)
- مرسوم عائلي (2009)
- الشام العدية (2009) بدور "فوزي"
- القعقاع بن عمرو التميمي (2010) بدور "الأشتر بن مالك"
- ساعة الصفر (2010)
- طالع الفضة (2011)
- ملح الحياة (2011)
- سوق الورق (2011)
- رجال العز (2011) بدور "أبو سليم"
- أيام الدراسة ج1 (2011) بدور "الأستاذ عباس"
- كشف الأقنعة (2011)
- ما بتخلص حكايتنا (2012)
- أيام الدراسة 2 (2012) بدور "عباس"
- إمام الفقهاء (2012)
- زمن البرغوت (2012) بدور "جابر"
- مختار حارتنا (2012)
- القربان (2014)
- العراب - نادي الشرق (2015)
- باب الحارة 7 (2015) بدور "هلال"
- أيام لا تنسى (2016)
- الطواريد (2016)
- الكندوش (2021)
- الكندوش 2 (2022)
- حوازيق (2022)
- زقاق الجن (2023

## وفاته
توفي في 24 فبراير 2023 عن عمر ناهز التاسعة والأربعين بعد تعرضه لنزيف دماغي أثناء تصوير مسلسل زقاق الجن في السادس من فبراير من السنة المذكورة، فنُقل إلى مستشفى دار الشفاء في دمشق حيث فارق الحياة.

## روابط خارجية
- شادي زيدان على موقع IMDb (الإنجليزية)
- شادي زيدان على موقع قاعدة بيانات الأفلام العربية